# ۱۹ آبان
۱۹ آبان دویست و سی و پنجمین روز سال در گاه‌شماری خورشیدی است. به پایان سال ۱۳۰ روز (۱۳۱ روز در سال کبیسه) باقی‌است.

## رویدادها
- ۱۳۸۸ - لغو کنگره سازمان مجاهدین انقلاب اسلامی ایران به دلیل ممانعت‌های حکومتی
- ۱۳۹۱ - سانحه قطار زاهدان به تهران (۱۳۹۱)
- ۱۳۹۸ - انتشار گزارش شب بلند بخشش و اعدام توسط الهه محمدی

## زادروزها
- ۱۳۱۳ - داوود هرمیداس باوند، دیپلمات، استاد حقوق بین‌الملل و روابط بین‌الملل
- ۱۳۵۰ - نیکی کریمی، بازیگر، کارگردان، نویسنده و مترجم
- ۱۳۵۶ - شبنم قلی‌خانی، بازیگر سینما و تلویزیون
- ۱۳۶۲ - عادل، خواننده
- ۱۳۶۴ - سهراب ام‌جی، خواننده
- ۱۳۶۷ - طاهره مافی، نویسنده ایرانی-آمریکایی
- ۱۳۶۹ - امیر کاظمی، بازیگر
- ۱۳۷۸ - پویا دادمرز، کشتی گیر فرنگی کار

## مرگ‌ها
- ۱۳۳۳ - حسین فاطمی، سیاست‌مدار و روزنامه‌نگار و وزیر امور خارجه ایران از ۱۳۳۱ تا ۱۳۳۲
- ۱۳۶۶  - محسن مقدم، یکی از بنیان گذاران پردیس هنرهای زیبای دانشگاه تهران
- ۱۳۸۱  - صفر قهرمانیان، افسر فرقه دموکرات آذربایجان و زندانی سیاسی
- ۱۳۸۷ - خسرو تسلیمی، تهیه‌کننده سینما
- ۱۳۸۸ - رامین پوراندرجانی، پزشک با مرگ مشکوک در بازداشتگاه کهریزک
- ۱۴۰۰ - ابراهیم فیوضات، از اعضای مؤسس انجمن جامعه‌شناسی ایران

## مناسبت‌های نجومی
- اوج سالانه بارش شهابی ثوری